# Leichte Division (Wehrmacht)
Die leichte Division der Wehrmacht war der Typ eines Großverbands in Divisionsstärke, der nach dem Beginn des Wiederaufbaus der deutschen Streitkräfte vor dem Zweiten Weltkrieg geschaffen wurde. Ursächlich war eine umfassende Diskussion innerhalb der Streitkräfte, in welchem Weg eine größere Offensivkraft und Mobilität der eigenen Truppen erreicht werden könne. Der Generalstab des Heeres sah in diesem Verbandstypen einen Ersatz für die ehemaligen Kavallerieverbände, die Aufklärungsaufgaben, hoch mobile Truppe für Gegenstöße bei gegnerischen Angriffen, Flankensicherung, Verzögerungsgefechte im Rückzug, schnelles Schließen von Frontlücken, schnelle Inbesitznahme von Geländeabschnitten und die Verfolgung und Überflügelung zurückweichender gegnerischer Kräfte leisten können sollten.
Der Verbandstyp leichte Division der deutschen Wehrmacht existierte zwischen 1938 und 1940. Die Divisionen wurden nach Abschluss des Polenfeldzuges in Panzerdivisionen umgegliedert.

## Konzeption
Die leichten Divisionen sollten die historische Kavallerie ersetzen und waren im Hinblick auf die Forderung von Generalleutnant Lutz und Oberst Guderian als Fürsprecher eines zügigen Ausbaus der Panzertruppe ein für den Generalstab des Heeres größerer Kompromiss. Man muss bedenken, dass die deutsche Führung die Konzeption der französischen Armee beobachtete und viele der alten Offizieren des Ersten Weltkrieges in den Panzern eine Waffe sahen, welche der Infanterie beim Durchbruch durch die gegnerischen Linien die nötige Unterstützung lieferte. Den Konzeptionen anderer Länder folgend, dachte man ursprünglich, es wäre ausreichend, neben den drei bereits aufgestellten Panzer-Divisionen nur noch drei weitere Panzer-Brigaden zur Seite zu stellen. Diese sollten als unabhängige Verbände den Armeekorps unterstellt werden.
Die leichte Divisionen zählten zu den Schnellen Truppen. Später aufgestellte Panzergrenadier-Divisionen waren in ihrer Gliederung ähnlich organisiert.

### Struktur
In der Regel verfügte eine leichte Division über zwei Kavallerie-Schützenregimenter, ein Aufklärungs-Bataillon, ein Artillerie-Regiment und eine Panzer-Abteilung.

### Einsatz
Die leichten Divisionen konnten während des Polenfeldzuges im September 1939 die in sie gesetzten Erwartungen nicht erfüllen.
Ihre Kampfkraft reichte nicht aus, um an der Stelle von Panzerdivisionen eingesetzt zu werden. Sie wurden daher nach und nach in Panzerdivisionen umgewandelt.
Abweichend davon waren die „leichten Afrika-Divisionen“ gegliedert, die in den Jahren 1941/42 im Deutschen Afrikakorps eingesetzt wurden. Sie wurden neu und mit unterschiedlichen unterstellten Verbänden (in der Regel drei Panzergrenadier-Regimenter sowie Aufklärungs-, Artillerie- und nachgeordnete Verbände) aufgestellt und entsprachen eher einer Infanterie-Division. Später wurden sie ebenfalls zu Panzerdivisionen umgewandelt.
Der Begriff „leichte Division“ wird gelegentlich auch im Zusammenhang mit den „leichte Infanterie-Divisionen“, den späteren Jäger-Divisionen, gebraucht. Diese bestanden nur aus jeweils zwei Jäger(Infanterie-)Regimentern und Divisionstruppen.

## Gliederung
Zu Beginn des Polen-Feldzuges gliederte sich eine (voll motorisierte) leichte Division in
- Divisionskommando mit Kradmeldezug und Kartenstelle

- 1 Kavallerie-Schützenregiment mit

- 3 Kavallerie-Schützenabteilungen zu je
- 3 Schützenschwadronen (je 18 le.MG, 2 sMG, 3 le Granatw.)
- 1 MG-Schwadron mit Pak-Zug (8 sMG, 6 mittl. Granatw., 3 Pak)
1 Geschützschwadron (8 le. Infanteriegesch.)
1 le. Kolonne
- 1 Kradschützen-Abt. mit

- 3 Kradschützen-Schwadronen (je 18 le.MG, 2 sMG, 3 le Granatw.)
- 1 MG-Schwadron mit Pak-Zug (8 sMG, 6 mittl. Granatw., 3 Pak)
(2. und 4. le.Div. hatten statt des dreigliedrigen Kavallerie-Schützenregiments und der Kradschützenabteilung 2 Kavallerie-Schützenregimenter zu 2 Abteilungen)
- 1 Aufklärungsregiment mit

- Aufklärungsabteilung:
- 2 Panzerspäh-Schwadronen
- 1 Kradschützen-Schwadron (oder eine weitere Panzerspäh-Schw.)
- Kradschützen-Abteilung:
- 3 Kradschützen-Schwadronen (je 18 le.MG, 2 sMG, 3 le Granatw.)
- 1 MG-Schwadron mit Pak-Zug (8 sMG, 6 mittl. Granatw., 3 Pak)
(die 1. le. Div. hatte nur eine Aufklärungsabt., die 3. le.Div. zwei Aufklärungs- und keine Kradschützen-Abt.)
- 1 Artillerie-Regiment zu

- 2 Abteilungen zu je
- 3 Batterien mit je 4 leichten Feldhaubitzen
- 1 Panzerabteilung (verlastet) mit

- 3 le. Panzerkompanien (verlastet)
- Staffel (verlastet)
- Panzer-Werkstattzug
- Panzerkolonne
- Panzerabwehr-Abteilung mit

- 3 Panzerabwehr-Kompanien mit je 12 Pak
- 1 MG-Kompanie (S) mit 12 Flak 2 cm (fehlt bei 4.le.Div.)
- Pionierbataillon mit

- 2 leichte Pionierkompanien
- Brückenkolonne K oder B
- leichte Pionierkolonne
- Nachrichtenkompanie

- Stab Divisions-Nachschubführer mit

- 6 kleine Kraftwagen-Kolonnen (30 to)
- 2 große Kraftwagen-Kolonnen für Betriebsstoff (50 m³)
- 3 Werkstattkompanien
- 1 Nachschubkompanie
- Verwaltungsdienste mit

- Bäckereikompanie
- Schlächtereizug
- Verpflegungsamt
- Sanitätsdienste mit

- 2 Sanitätskompanien
- 3 Krankenkraftwagenzüge
- Feldgendarmerietrupp
- Feldpostamt

## Abgrenzung leichte Division / leichte Infanterie-Division
Während die leichte Division ein Verbandstyp war, welcher den schnellen, also motorisierten Verbänden zugeordnet wurde, wurden in der 12. Welle ab November 1940 vier „leichte“ Infanteriedivisionen gebildet. Die 97., 99., 100. und 101. Infanterie-Division erhielten in der Planungsphase des Unternehmen Barbarossa aufgrund der teilweise wegelosen Verhältnisse an der künftigen Ostfront eine abweichende Gliederung zu den regulären Infanteriedivisionen. So erhielt der Verbandstyp nur zwei Infanterieregimenter zu drei Bataillonen Schützen und einer Panzerjäger Kompanie. Die Schützenkompanien waren mit Handkarren ausgerüstet und die Panzerabwehrkanonen der Kompanien hatten für eine bessere Geländegängigkeit Kettenschlepper als Zugmittel erhalten. Die Aufklärungsabteilung dieser Divisionen bestand aus zwei Schwadronen und einem Zug Panzerabwehrkanonen. Die Panzerjägerabteilungen hatten zwei Kompanien und das Pionierbataillon drei Kompanien sowie einer leichten Kolonne. Die Nachrichtenabteilung hatte zwei Kompanien und eine Kolonne. Entgegen dem Grundsatz, dass in einem Verband gleichschnelle Zugmittel einzusetzen waren, erhielten die Artillerieregimenter dieser vier Divisionen drei leichte bespannte Abteilungen und eine schwere motorisierte Abteilung. Es wurden für die Divisionstruppen die Nummern der Division verwendet. Doch die Infanterieregimenter und die Artillerieregimenter wurden nicht von der Divisionsnummer ausgehend erstellt.

### Leichte Divisionen – Motorisierte Divisionen mit eigenem Panzertruppenteil
| Aufstellung   | Name                         | Umgliederung | Neuer Name                   |
| ------------- | ---------------------------- | ------------ | ---------------------------- |
| November 1938 | 1. leichte Division          | Oktober 1939 | 6. Panzer-Division           |
| November 1938 | 2. leichte Division          | Oktober 1939 | 7. Panzer-Division           |
| November 1938 | 3. leichte Division          | Oktober 1939 | 8. Panzer-Division           |
| April 1938    | 4. leichte Division          | Januar 1940  | 9. Panzer-Division           |
| Februar 1941  | 5. leichte Division          | August 1941  | Teil der 21. Panzer-Division |
| November 1941 | 90. leichte Afrika-Division  | Juli 1942    | 90. Afrika-Division          |
| August 1942   | 164. leichte Afrika-Division | Juni 1943    | Aufgelöst                    |

### Infanterie-Divisionen in der Gliederung „leichte (Infanterie) Division“
| Aufstellung   | Name                             | Umgliederung | Neuer Name                                           |
| ------------- | -------------------------------- | ------------ | ---------------------------------------------------- |
| November 1940 | 99. leichte Infanterie-Division  | Oktober 1941 | 7. Gebirgs-Division                                  |
| Dezember 1940 | 97. leichte Infanterie-Division  | Juli 1942    | 97. Jäger-Division                                   |
| Dezember 1940 | 100. leichte Infanterie-Division | Juli 1942    | 100. Jäger-Division                                  |
| Dezember 1940 | 101. leichte Infanterie-Division | Juli 1942    | 101. Jäger-Division                                  |
| Dezember 1941 | 5. leichte Infanterie-Division   | Juli 1942    | 5. Jäger-Division                                    |
| Dezember 1941 | 8. leichte Infanterie-Division   | Juni 1942    | 8. Jäger-Division                                    |
| Dezember 1941 | 28. leichte Infanterie-Division  | Juli 1942    | 28. Jäger-Division                                   |
| Oktober 1942  | 999. leichte Afrika-Division     | Mai 1943     | Kapitulation / keine Neuaufstellung od. Umgliederung |